# Tennis vid olympiska sommarspelen 2008
Tennis arrangerades i OS 2008. Det fanns singel och dubbel, båda för herrar och damer. Underlaget var hardcourt, materialet kallades DecoTurf. 

## Program
Tävlingarna spelades som elimineringsturneringar, det vill säga den som förlorade en match fick inte spela mer i turneringen, såsom man brukar göra i tennis. De som förlorade i semifinalerna fick dock spela om en bronsmedalj.
I singelturneringarna deltog 64 spelare i varje, och i dubbelturneringarna 32 par i varje. De första matcherna var den 10 augusti, och dubbelfinalerna 16 augusti, samt singelfinalerna 17 augusti.

## Kalender
| Augusti     | 10              | 11              | 12              | 13              | 14             | 15                           | 16               | 17               |
| Förmiddag   | 10.30           | 10.30           | 10.30           |                 |                |                              |                  |                  |
| Eftermiddag | 17.00           | 17.00           | 17.00           | 16.00           | 16.00          | 16.00                        | 16.00            | 16.00            |
| ----------- | --------------- | --------------- | --------------- | --------------- | -------------- | ---------------------------- | ---------------- | ---------------- |
| Herrsingel  | Första omgången | Första omgången | Andra omgången  | Tredje omgången | Kvartsfinaler  | Semifinaler                  | Bronsmatch       | Final            |
| Damsingel   | Första omgången | Första omgången | Andra omgången  | Tredje omgången | Kvartsfinaler  | Kvartsfinaler                | Semifinaler      | Bronsmatch Final |
| Herrdubbel  | Första omgången | Första omgången | Andra omgången  | Andra omgången  | Kvartsfinaler  | Semifinaler                  | Bronsmatch Final |                  |
| Damdubbel   | Första omgången | Första omgången | Första omgången | Andra omgången  | Andra omgången | Andra omgången Kvartsfinaler | Semifinaler      | Bronsmatch Final |

## Medaljsummering

### Tabell
| Pl.    | Nation         | Guld | Silver | Brons | Totalt |
| ------ | -------------- | ---- | ------ | ----- | ------ |
| 1      | Ryssland (RUS) | 1    | 1      | 1     | 3      |
| 2      | Spanien (ESP)  | 1    | 1      | 0     | 2      |
| 3      | USA (USA)      | 1    | 0      | 1     | 2      |
| 4      | Schweiz (SUI)  | 1    | 0      | 0     | 1      |
| 5      | Chile (CHI)    | 0    | 1      | 0     | 1      |
| 5      | Sverige (SWE)  | 0    | 1      | 0     | 1      |
| 7      | Kina (CHN)     | 0    | 0      | 1     | 1      |
| 7      | Serbien (SRB)  | 0    | 0      | 1     | 1      |
| Totalt | Totalt         | 4    | 4      | 4     | 12     |

### Grenar
| Gren                   | Guld                                          | Silver                                                           | Brons                              |
| Herrsingel Detaljer... | Rafael Nadal Spanien (ESP)                    | Fernando González Chile (CHI)                                    | Novak Đoković Serbien (SRB)        |
| Herrdubbel Detaljer... | Roger Federer och Stan Wawrinka Schweiz (SUI) | Simon Aspelin och Thomas Johansson Sverige (SWE)                 | Bob Bryan och Mike Bryan USA (USA) |
| Damsingel Detaljer...  | Jelena Dementieva Ryssland (RUS)              | Dinara Safina Ryssland (RUS)                                     | Vera Zvonarjova Ryssland (RUS)     |
| Damdubbel Detaljer...  | Serena Williams och Venus Williams USA (USA)  | Anabel Medina Garrigues och Virginia Ruano Pascual Spanien (ESP) | Yan Zi och Zheng Jie Kina (CHN)    |

## Rankingpoäng
| Resultat        | ATP-poäng | WTA-poäng |
| --------------- | --------- | --------- |
| Guld            | 400       | 353       |
| Silver          | 280       | 245       |
| Brons           | 205       | 175       |
| 4:e plats       | 155       | 135       |
| Kvartsfinal     | 100       | 90        |
| Tredje omgången | 50        | 48        |
| Andra omgången  | 25        | 28        |
| Första omgången | 5         | 1         |